# Zwartteugelmaskerzanger
De zwartteugelmaskerzanger (Geothlypis auricularis) is een zangvogel uit de familie Parulidae (Amerikaanse zangers).

## Verspreiding en leefgebied
Deze soort telt 2 ondersoorten:
- G. a. auricularis: westelijk Ecuador en noordwestelijk Peru.
- G. a. peruviana: noordelijk Peru.